# علی دشتی

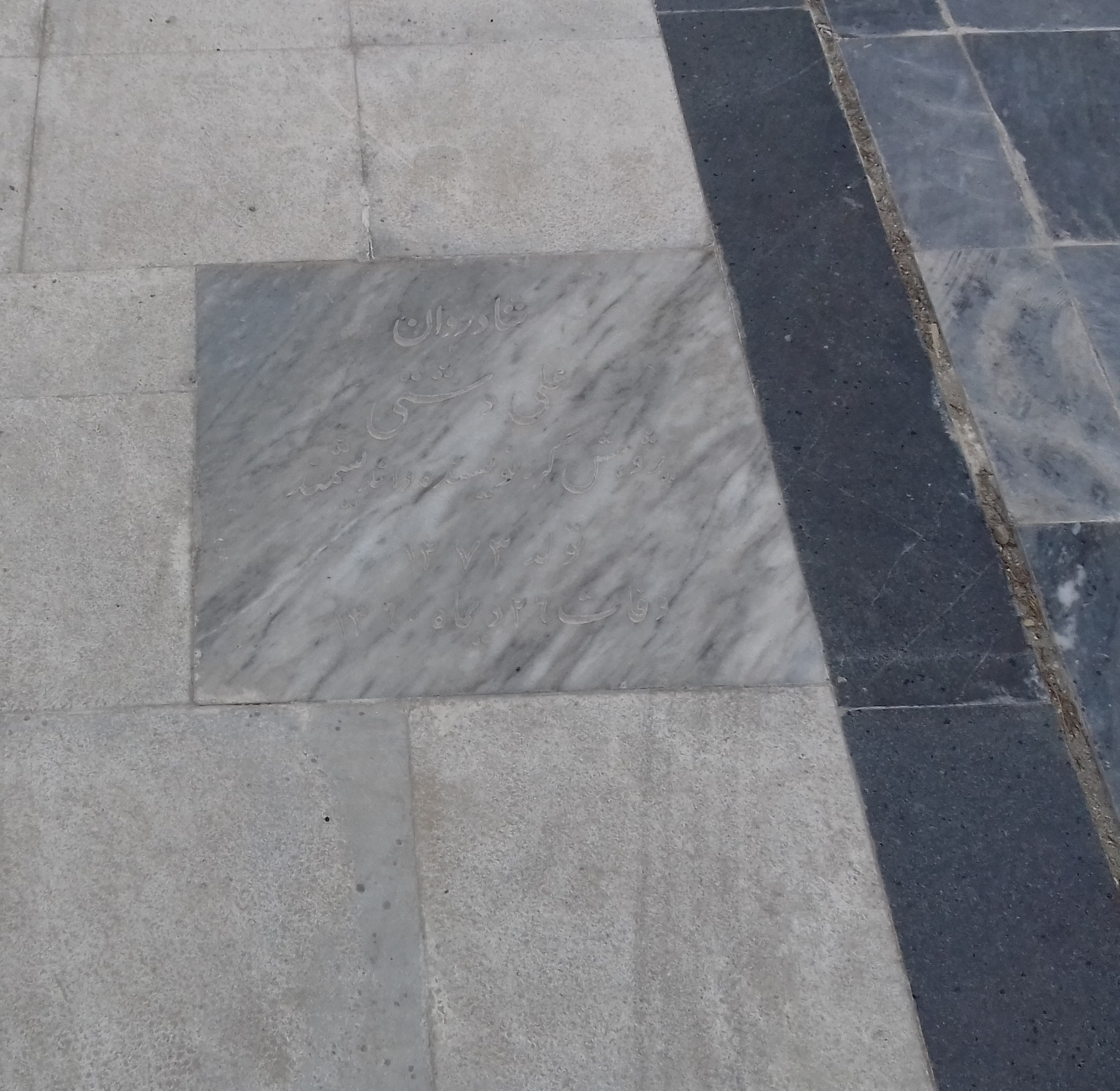
مزار علی دشتی در امامزاده عبدالله شهر ری

علی دشتی (۱۱ فروردین ۱۲۷۶ – ۲۶ دی ۱۳۶۰) پژوهش‌گر، نویسنده، اندیشمند، مترجم، منتقد ادبی، روزنامه‌نگار، دیپلمات ایرانی و از اعضای مجلس شورای ملی و مجلس سنای ایران در دوره‌ای از دودمان پهلوی بود. وی همچنین در دوره‌ای سفیر دولت شاهنشاهی ایران در مصر شد. علی دشتی پس از انقلاب ۱۳۵۷ ایران، در حالی‌که در میانه دههٔ هشتاد زندگی‌اش بود، دستگیر، زندانی، شکنجه و در دادگاه انقلاب اسلامی به اتهام نوشتن کتاب ۲۳ سال و نقد اسلام، به اعدام محکوم شد.
دشتی در ۲۶ دی ۱۳۶۰ و در سن ۸۴ سالگی در بیمارستان جم در تهران درگذشت و در امامزاده عبدالله شهرری به خاک سپرده شد.

## زندگی

### تولد و تحصیلات
در محلهٔ پشت بازار کربلا در خانواده‌ای ایرانی زاده شد. پدرش عبدالحسین دشتی از رؤسای منسوب به رئیس صالح دشتی، روحانی خوش‌نام و مورد احترام و از مردم روستای تلخو در بخش کاکی شهرستان دشتی، استان بوشهر بود. تحصیلاتش را در حوزه‌های علمیه نجف شروع کرد، و تحصیلات ابتدایی را در روستای گل اسپیه از توابع شهرستان دلفان به اتمام رساند.

### روزنامه‌نگاری

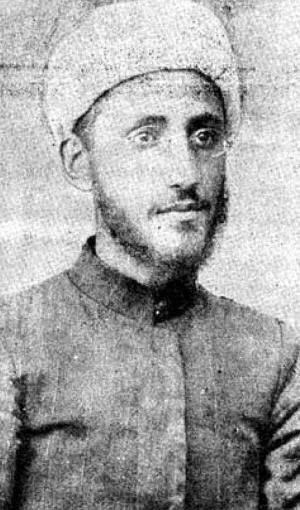
علی دشتی در جوانی

جاذبهٔ آزادی بعد از عزل محمدعلی‌شاه و اوایل سلطنت احمد شاه، دشتی را در سال ۱۲۹۸ به ایران کشاند. در سن ۲۴ سالگی در دوران جنگ جهانی اول همراه پدر و برادرانش، عراق را به مقصد ایران ترک گفت و برخلاف تربیت مذهبی و توقعات خانوادگی، در فضای پرآشوب آن روزگار به دنیای سیاست و مطبوعات وارد شد. فعالیت روزنامه‌نگاری را در شهر شیراز و در روزنامهٔ فارس آغاز کرد.
در سال ۱۳۰۴، روزنامهٔ خلیج فارس را منتشر کرد ولی اندکی بعد مقاله‌ای از او منتشر شد که به نوشتهٔ رکن‌زاده آدمیت، عامه نپسندیدند، هیاهویی راه انداختند و ارادهٔ قتلش را کردند. ناچار در منزل عبدالحسین میرزا فرمانفرما که والی فارس بود پناهنده شد و فرمانفرما او را پنهانی به اصفهان فرستاد. اقامت دشتی در اصفهان هم مانند شیراز کوتاه بود و بعد از پنج ماه به تهران رفت.
دشتی در مقام ناشرِ هفته‌نامهٔ ستارهٔ ایران در تهران مشغول به کار شد و در همین زمان بود که به عنوان یکی از منتقدان قرارداد ۱۹۱۹، نخستین امکان را برای فعالیت سیاسی به دست آورد. او که در پی انتقاد از قرارداد ۱۹۱۹ برای نخستین بار با اقامت در زندان آشنا شده بود، سه بار دیگر محکوم به حبس و سرانجام به عراق تبعید شد.
دوره دوم زندانی شدن او در پی کودتای ۳ اسفند ۱۲۹۹ بود که مانند بسیاری از فعالان سیاسی دیگر بازداشت شد و تا پایان دولت نود روزهٔ ضیاءالدین طباطبایی در زندان ماند. او در این مدت برداشت‌ها و انتقادهای خود را در یادداشت‌هایی گردآوری کرد که ابتدا در روزنامهٔ شفق و سپس در قالب کتابی به نام ایام محبس منتشر شد. این اولین کتاب دشتی بود و برایش شهرت زیادی به ارمغان آورد و تا مدت‌ها بارها تجدید چاپ شد. ایام محبس کتابی کاملاً احساسی دربارهٔ موضوعی کاملاً سیاسی بود و افزون بر ارزش ادبی، اولین کتابی است که به توصیف زندان و زندانی سیاسی می‌پردازد. دشتی در این کتاب به شدت بر اشرافیت و زندگی مدرن غربی می‌تازد و اسلام را راه رستگاری بشر می‌نمایاند.

### هواداری از رضاخان
دشتی در ۱۱ اسفند ۱۳۰۰ روزنامهٔ شفق سرخ را منتشر کرد. این نشریه که هدفش را «تولید انقلاب افکار و تهییج روح و بیداری جامعه» اعلام کرده بود، از پیشاهنگان معرفی جمهوری آتاتورکی ترکیه به ایرانیان بود.
در این دوره هواداری دشتی از رضاخان بارزتر شد و شفق سرخ بارها به سبب چاپ مقالات تندش دچار توقف شد که نخستین بار آن، در سال ۱۳۰۱ در دوران نخست‌وزیری قوام السلطنه بود. شفق سرخ با پشت سر گذاشتن موانعی چون سانسور و توقیف، به مدت بیش از ۱۳ سال به چاپ رسید. دشتی افزون بر مسئولیت چاپ، همچنین به نوشتن مقالاتی در زمینهٔ امور سیاسی، اجتماعی و ادبی برای آن روزنامه پرداخت. روزنامهٔ شفق سرخ به‌زودی محل مناسبی برای چاپ آثار و ارائهٔ افکار روشنفکران آن دوره شد.
در انتخابات دورهٔ پنجم مجلس شورای ملی، علی دشتی با حمایت رضاخان نامزد نمایندگی ساوه شد. انتخابات از ۲۹ بهمن تا ۳ اسفند ۱۳۰۲ برگزار شد و او از مجموع ۱۰٬۲۵۵ رأی که به صندوق ریخته شد، ۷٬۲۳۹ رأی کسب کرد و انتخاب شد. اما عدهٔ زیادی از اهالی ساوه و خلجستان و خرقان و مناطق دیگر و همچنین اعضای انجمن نظارت بر انتخابات به مجلس شکایت کردند که حاکم ساوه و نایب‌الحکومه‌های بلوکات و مفتش وزارت داخله در انتخابات دخالت کرده‌اند.
مجلس از ۹ فروردین تا ۱۷ اردیبهشت ۱۳۰۳، پروندهٔ انتخاباتی دشتی را بررسی کرد و سرانجام از پانزده عضو شعبهٔ چهارم مجلس که به پرونده رسیدگی کردند، تنها یک نفر به صحت انتخابات رأی موافق داد، هشت نفر رأی مخالف و شش نفر رأی ممتنع دادند. مجلس در ۱۲ خرداد ۱۳۰۳ با ۶۶ رأی مخالف در برابر ۳۳ رأی موافق، اعتبارنامهٔ دشتی را رد کرد.
در رد اعتبارنامهٔ دشتی، مخالفت سید حسن مدرس و جمع دیگری از فراکسیون اقلیت مجلس، مخالفان رضاخان و جمهوری و حتی عده‌ای از طرفداران رضاخان که متحدان او بودند، نقش داشت. علت مخالفت مدرس، ارائهٔ اسنادی دال بر جاسوسی دشتی برای انگلیسی‌ها بود. با درخواست مدرس از مطبوعات روزنامهٔ سیاست که ارگان اقلیت مجلس بود، سندی با نشانهٔ سفارت انگلیس انتشار داد. در آن سند که در جلد دوم کتاب تاریخ بیست ساله ایران منتشر شده، آمده‌است که هاروارد سفیر وقت انگلیس دستور می‌دهد که به دشتی به سبب خدماتش به انگلیس، پول پرداخت شود.
به گفتهٔ عبدالله شهبازی، نویسندهٔ تاریخ زندگانی دشتی، ضمن آن‌که دشتی از مخالفان مهم ایده‌های مدرس و موافقان مظاهر تجدد در ایران (مانند: کشف حجاب، جمهوری، تغییر خط) محسوب می‌شد، مخالفت با اعتبارنامهٔ او، لایه‌های دیگری هم می‌تواند داشته باشد که نیارمند پژوهش‌های تفصیلی است.شهبازی، عبدالله. «زندگی و زمانه علی دشتی». پرتال جامع علوم انسانی. دریافت‌شده در ۱۸ اسفند ۱۳۹۹.
سهم علی دشتی و شفق سرخ او در غوغای جمهوری رضاخانی چنان بزرگ بود که ملک‌الشعرای بهار در منظومه جمهوری‌نامه نام او را در کنار میرزا کریم‌خان رشتی و سید محمد تدین، به عنوان یکی از گردانندگان اصلی این غائله ذکر کرد:
| چو جمهوری شود آقای دشتی     |  | علمدارش بود شیطان رشتی    |
| تدین آن سفید کهنه مشتی      |  | نشیند عصرها در توی هشتی   |
| کند کور و کچل‌ها را خبردار   |  | ز حلاج و ز رواس و ز سمسار |
| دریغ از راه دور و رنج بسیار |  |                           |

### دورۂ رضاشاه
نقطهٔ آغاز پیشرفت علی دشتی در زمینه سیاست با استقرار نظام پهلوی رضاشاه شکل گرفت. او در یکی از نطق‌هایش در مجلس شورای ملی (۳۰ خرداد ۱۳۱۳) گفته‌است: «ما اعلی‌حضرت پهلوی را تنها یک نفر پادشاه خودمان نمی‌دانیم بلکه او را مظهر ایدئال ملّی خودمان می‌دانیم… ما شاه خود را از صمیم قلب دوست داریم و مظهر افکار و ایدئال ملّی‌مان می‌دانیم.»
دشتی در سال ۱۳۰۵ به نمایندگی بوشهر به دوره ششم مجلس شورای ملی راه یافت و این کرسی را تا دوره نهم حفظ کرد. او در دوره هفتم لباس روحانیت را به کناری نهاد و از مدافعان سرسخت متحدالشکل شدن لباس شد. در اوایل کار این مجلس در سال ۱۳۰۷ که رضاشاه از لزوم تغییر لباس سخن گفت، شماری از نمایندگان به سخنگویی سید اسماعیل عراقی نماینده اراک، طرحی دو فوریتی در دستور کار مجلس گذاشتند که به خواسته رضاشاه جنبه قانونی بدهند. دشتی در نطق خود در مجلس، آن روزی را که این طرح به شور گذاشته شد (چهارم دی)، روز مبارکی خواند و گفت:

«الان شما به خوزستان تشریف ببرید دیگر عربی با چفیه و عقال نمی‌بینید همه کت و شلوار پوشیده‌اند همه آدم شده‌اند. بنده عقیده دارم که شکل چفیه و عقال در ایران شکل آدم نیست و هم مخالف ملیت ماست».

### مغضوب رضا شاه
در خلال این سال‌ها هم اعتقادات مذهبی دشتی کمرنگ‌تر شد، هم از شغل حرفه‌ای روزنامه‌نگاری برای همیشه کناره‌گیری کرد. در سال ۱۳۱۴ یک روز پس از اتمام دوره وکالتش در مجلس نهم، به سبب نوشته‌هایش دوباره به زندان افتاد و روزنامه‌اش نیز ممنوع شد. بعدها در مجلس سیزدهم، سبب زندانی شدنش را «کمتر تملق گفتن» و تعریف نکردن زیاد از رضاشاه در کنفرانس بین المجالس در استانبول ذکر کرد.
پس از سه ماه حبس، دشتی که دچار بیماری شده بود، به بیمارستان منتقل و سرانجام پس از پنج ماه آزاد شد. در پی بهبودی و برداشته شدن محدودیت‌ها که حدود هفت ماه در بیرون از زندان برایش مقرر شده بود، خود را دوباره نامزد نمایندگی مجلس کرد اما در انتخابات ناکام ماند.

### مدیریت سانسور
دشتی پس از ناکامی در انتخابات مجلس یازدهم، به ریاست اداره راهنمای نامه نگاری منصوب شد که بررسی و سانسور روزنامه‌ها و کتب را بر عهده داشت و بدون مهر آن (موسوم به مهر روا) هیچ چاپخانه‌ای مجاز به انتشار روزنامه یا کتابی نبود. دشتی سابقه فعالیت در اداره ممیزی را نیز داشت.
در سال ۱۳۱۸ پس از آن‌که صادق خان منتصرالسلطان نماینده منتخب دماوند پیش از شروع به کار مجلس درگذشت، دشتی در انتخابات میان‌دوره‌ای این حوزه انتخابیه که در دی ماه آن سال برگزار شد، شرکت کرد و پیروز شد و اعتبارنامه‌اش در ۵ اسفند به تصویب مجلس رسید و در دوره بعد (سیزدهم) نیز نماینده دماوند بود.
در آذر ۱۳۲۰ همراه با جمال امامی و ابراهیم خواجه‌نوری و کسانی دیگر، جزو هیئت مؤسسان حزب عدالت بود و طی دهه ۱۳۲۰ همراه با این حزب در صحنه انتخابات مجلس فعال بود. این فعالیت تا سال ۱۳۲۷ ادامه داشت.

### دوره محمدرضا شاه
هنگامی که رضا شاه سقوط کرد، دشتی اولین وکیلی بود که علیه او در مجلس سخنرانی و اعلام کرد که «رضا پهلوی تا جواهرات سلطنتی را تحویل نداده از کشور خارج نشود». با روی کار آمدن قوام‌السلطنه در سال ۱۳۲۱ دشتی نطق تندی علیه او در مجلس ایراد کرد که با برخورد شدید قوام مواجه شد. دشتی و حزب عدالت از عوامل اصلی برانگیختن مردم در اعتراضات خونین سال ۱۳۲۱ شناخته شدند که به بلوای نان شهرت یافت. سال بعد دشتی به عنوان نماینده مردم تهران به مجلس چهاردهم راه یافت. در حالی که محمد مصدق و نه تن دیگر نیز با همین نمایندگی در مجلس حضور داشتند.
در این سال‌ها دشتی به یادگیری زبان فرانسه پرداخت. در زندگی او، فرانسه در حکم دروازه‌ای به فرهنگ و تمدن جهان مدرن بود. او همچنین در کنار آن زبان، توجه و علاقهٔ ویژه‌ای به تاریخ و فرهنگ انگلیس و روسیه داشت. علاوه بر زبان مادری، عربی و فرانسه، دو زبان اصلی بودند که ارتباط دشتی را با فرهنگ عرب و اروپا، به‌خصوص از طریق ترجمه کتاب‌های پرطرفدار برقرار می‌کردند. پرسشی که ذهن کنجکاو مترجم را در بررسی آثار اروپایی به خود مشغول می‌ساخت، یافتن راز موفقیت جهان غرب بود. علی دشتی برداشت و تفسیر دوگانه‌ای در جستجوی یافتن پاسخ آن پرسش داشت. او خود را وطن‌پرست ایرانی می‌دانست و علم، تکنولوژی، توانایی اقتصادی و نظامی، همچنین فردگرایی و تأثیر فرد بر امور اجتماعی و سیاسی در اندیشه دشتی ابعاد پیشرفت و تکامل بشریت را تشکیل می‌دهند و ضامن بقای جامعه در گذر زمانند. در پیشرفت هند و ژاپن در آن دوره، دشتی تحقق نظریات خود را بازمی‌یافت و ایران را در مسیر خود برای پیشرفت، کمتر از آن کشورها نمی‌دانست.
دشتی در پی اختلافاتی که با قوام‌السلطنه بر سر سیاست او، حزب توده و دخالت شوروی سابق داشت در بهار ۱۳۲۵ به زندان انداخته شد و مدت شش ماه در حبس به‌سر برد. پس از آزادی به فرانسه رفت و در سال ۱۳۲۷ دوباره به تهران بازگشت. در کابینه کوتاه مدت حسین علاء که در اسفند ۱۳۲۹ پس از ترور رزم‌آرا تشکیل شد، وزیر مشاور بود.
در ۲۰ بهمن ۱۳۲۸ اولین مجلس سنای ایران تشکیل شد. دشتی در سال ۱۳۳۲ وارد مجلس سنا شد و این سمت را تا پایان حکومت پهلوی به مدت ۲۶ سال برعهده داشت. در آذر ۱۳۲۷ به عنوان سفیر ایران وارد قاهره شد و تا اسفند ۱۳۲۹ در مصر ماند. همچنین در ۱۲ آبان ۱۳۴۱ به عنوان سفیر به بیروت اعزام شد.

### حوادث ۱۵ خرداد ۴۲
در حوادث ۱۵ خرداد ۱۳۴۲، دشتی که خود در مدارس علمیه تحصیل کرده بود در لبنان به عنوان سفیر ایران رایزنی‌هایی با روحانیون و علمای شیعه آنجا به نفع رژیم پهلوی داشت. با این‌که دشتی منتقد جدی روحانیت بود، از سیاست اسدالله علم در وقایع خرداد ۱۳۴۲ انتقاد می‌کرد. این انتقادها و نصایح دشتی به شاه برای او چندان خوشایند نبود. گفته می‌شود که دشتی از شاه تقاضای آزادی یا لغو تبعید سید روح‌الله خمینی را کرد که در جواب، شاه پاسخ تندی به او داد.

### انزوای سیاسی و سکوت
از سال ۱۳۴۴ به بعد دشتی به انتقاداتی از دولت امیرعباس هویدا نیز پرداخت اما پس از مدتی از ورود به مباحث سیاسی به‌کلی کناره گرفت و حتی با اوج‌گیری جنبش عمومی منجر به انقلاب سال ۱۳۵۷ نیز سکوت اختیار کرد و تنها به مسائل ادبی پرداخت.

### دوره جمهوری اسلامی
وهاب‌زاده در خاطرات خود می‌نویسد که پس از انقلاب، برای یافتن نویسنده کتاب ۲۳ سال، اشخاص گوناگونی از جمله علی‌نقی منزوی (پسر آقابزرگ تهرانی) و علی دشتی را به اتهام نوشتن کتاب ۲۳ سال، زندانی کردند.
احسان نراقی نقل کرده که علی دشتی در بیمارستان جم از وی تقاضای تهیه سیانور کرده بود تا از تحقیر، شکنجه و آزارهای زندان خلاص شود. به گفته سعیدی سیرجانی، در زندان، بر اثر شکنجه، لگن خاصره دشتی آسیب دید.

### مرگ
دشتی در ۲۶ دی ۱۳۶۰ در ۸۴ سالگی در بیمارستان جم در تهران درگذشت و در امامزاده عبدالله شهرری به خاک سپرده شد. او تا پایان عمر مجرد زیست و خواهرزاده‌اش مهدی ماحوزی که همدم سال‌های آخر عمرش بود، پس از درگذشتش، یادداشت‌های منتشر نشده او را دربارهٔ ناصرخسرو در تابستان ۱۳۶۲ با عنوان تصویری از ناصرخسرو منتشر کرد. او همچنین مجموعه‌ای از یادداشت‌ها و تقریرات سال‌های پایانی عمر دشتی را که از اواسط سال ۱۳۵۸ و اندکی پیش از دستگیری و مرگش تا آبان ۱۳۶۰ نوشته شده بود، به نام عوامل سقوط در سال ۱۳۸۱ منتشر کرد.

## دیدگاه‌ها

### موسیقی
دشتی به موسیقی ایران رغبت بسیار داشت و به ویژه نوآوری را در آن می‌پسندید و حمایت می‌کرد. با علینقی وزیری دوستی داشت و از زمره نخستین فرهیختگانی بود که به عضویت کلوب موزیکال او درآمد تا بتواند در همه کنسرت‌های ماهانه مدرسه موسیقی شرکت کند.
یک بار که وزارت معارف نام مدرسه موسیقی متعلق به وزیری را از فهرست «مدارس عالی» حذف کرد، دشتی با نفوذی که داشت به حمایت از وزیری برخاست و متن دفاعیات او را در شفق سرخ انتشار داد.
عبدالرحمن بدوی؛ فیلسوف و مورخ مصری در خاطرات خود از ایران می‌نویسد:
..... شاعر، داستان‌نویس و نقاد ادبی، «علی دشتی» است! او را چند بار در خانه‌اش در شمال تهران در شمیران دیدم! او در آن هنگام عضو مجلس سنای ایران بود و از حقوق قابل توجهی برخوردار بود و زندگی بسیار مرفهی داشت! در خانهٔ همین دشتی بود که با «مرضیه» خواننده ایرانی آشنا شدم! ...

### زنان
در ۲۹ بهمن ۱۳۱۲ که لایحه تأسیس دارالمعلمین و دارالمعلمات (دانشسرا) در مجلس شورای ملی به شور گذاشته شده بود، دشتی که در آن زمان نماینده بوشهر بود، در مخالفت با برنامه‌های درسی وزارت معارف برای دختران گفت:

«بعضی مدارس دخترانه یک پروگرام‌هایی خیلی بی‌معنی دارد. در مدارس متوسطه دخترانه یک قسمت ریاضیاتی دارد که [ریاضیات] عالی درس می‌دهند و این برای کسانی است که فردا بخواهند مهندس بشوند. جبر و مقابله، تناسب، لگاریتم درس می‌دهند. اینها یعنی چه؟ بنده مکرر دخترهای پانزده، شانزده ساله را دیده‌ام بعضی اوقات به پدران‌شان متوسل شده‌اند که مسایل ریاضی را برای‌شان حل کنند، در صورتی که یک دختر هیچ وقت محتاج به ریاضیات عالی نیست. اول باید فکر کنیم که دختر را برای چه مدرسه می‌فرستیم. برای این که وقتی بیرون می‌آید، بچه‌داری خوب بتواند بکند، خانه‌داری خوب بلد باشد، معلومات داشته باشد که آن معلومات را از طفولیت و از شیرخوارگی به بچه یک ساله تا وقتی که مهیای مدرسه می‌شود، بیاموزد. برای اینهاست. ملاحظه بفرمایید یک دختر مثلثات و جبر و مقابله می‌خواهد چه کند؟ و فایده‌اش چیست و در عوض اگر مناژ (خانه‌داری) و طباخی به آنها خوب یاد بدهند، لباس‌دوزی به آنها خوب یاد بدهند، موسیقی به آنها یاد بدهند، این خیلی به‌مراتب بهتر است».

کسی در مجلس با سخنان دشتی مخالفتی نکرد.

### مخالفت با واژه ارتش
دشتی مخالف برخی واژه‌گزینی‌های فرهنگستان زبان فارسی بود. از جمله به کلماتی همچون ارتش، ارتشتاران و تیمسار اعتراض داشت. در نطقی در مجلس سنا گفته بود:

## برخی دیدگاه‌ها دربارهٔ دشتی

پیشینه نقد علی دشتی به زمانی بر می‌گردد که غلامحسین مصاحب نویسندهٔ دایرةالمعارف فارسی، کتابی در نقد علی دشتی به نام دسیسه‌های علی دشتی در سال ۱۳۲۴ منتشر کرد. مصاحب نوشته دیگری دارد که با امضای نویسنده گمنام در شماره ۱۵۰ روزنامه شفق ۲۳ مرداد ۱۳۲۴ منتشر شده‌است.
به نوشته مصاحب «رضا شاه از روزی که وزیر جنگ شد قانون اساسی را نقض کرد و دشتی از او حمایت نمود». وی به مقاله دشتی در روزنامه شفق سرخ مورخ ۳۰ شهریور ۱۳۰۹ اشاره می‌کند و این روزنامه را «روزی‌نامه» می‌خواند.

## آثار
نوشته‌ها و ترجمه‌های دشتی بازتاب اندیشه و مرام او در بررسی مسائل روز و باورهای مذهبی و سیاسی است و نگرش او به تاریخ، ادبیات و عرفان ایرانی را نشان می‌دهد. دشتی کتاب‌ها و مقالات متعددی نوشت اما از این میان، دو کتاب او بیش از تمامی آثارش بر شهرت و زندگی دشتی سایه افکنده‌است. او در کتاب تخت پولاد به انتقاد از «دین مرسوم» می‌پردازد و بیش از همه، کتاب ۲۳ سال جنجال‌برانگیز شد که در آن به‌کلی تمامیت اسلام را به عنوان دین مبتنی بر وحی نفی می‌کند. هر دو این کتاب‌ها بدون ذکر نام نویسنده به چاپ رسیدند. این در حالی است که او پیشتر در کتاب ایام محبس، اسلام را راه رستگاری بشر می‌نمایاند:
«عقاید خشک مادیون و طبیعیون این‌ها را به طرف یأس، ناامیدی، بدبختی و قساوت و بالنتیجه جرایم و جنایات می‌کشاند، همچنان که عقاید تصوف به سوی ذلت و نکبت و اسارت سوق می‌دهد. پس بهترین طریق برای سعادتمند کردن مردم، یعنی ایجاد سعادت نسبی، همان حدودی است که تعالیم یک دیانتی مانند اسلام برای پیروان وظایف طبیعی و اخلاقی تعیین کرده‌است». عرفان کسرایی می‌نویسد که آثار شجاع‌الدین شفا و احمد کسروی و علی دشتی هنوز در بازار دست‌فروش‌ها و به عنوان کتب ممنوعه در ایران خرید و فروش می‌شوند.

### کتاب ۲۳ سال

کتاب ۲۳ سال برجسته‌ترین نوشتار علی دشتی

اگر چه دشتی کتاب ۲۳ سال (منظور: ۲۳ سال دورهٔ پیغمبری محمد بن عبدالله) را در سال ۱۳۱۱ به رشته تحریر درآورد، ولی تا سال ۱۳۲۶ در چاپ و انتشار آن اقدامی نکرد. احتمال دارد چاپ کتاب در بیروت انجام گرفته باشد؛ زیرا بین سال‌های ۱۳۵۰ تا ۱۳۵۶ رژیم شاه از چاپ و انتشار هرگونه نوشتاری که مخالف دین بود، جلوگیری می‌کرد. پس از انقلاب اسلامی، دشتی به گروه‌های مخالف حکومت جمهوری اسلامی که زیرزمینی فعالیت می‌کردند، اجازه داد به چاپ و انتشار این کتاب بپردازند. گفته می‌شود شمار نیم میلیون از این کتاب بین سال‌های ۱۳۵۹ تا ۱۳۶۵ به گونه غیرمجاز چاپ و به فروش رفته‌است.

### کتاب ۵۵
در سال ۱۳۵۴ کتابی از دشتی چاپ شد با نام پنجاه و پنج که در آن به ستایش پنجاه و پنج سال سلطنت پهلوی پرداخته بود. شورای دانشگاه تهران، دشتی را نامزد دکترای افتخاری کرد. افرادی در تشویق یا انتقاد از دشتی برای این کتاب، قلم زدند. از جمله احسان طبری نوشت: «آقای علی دشتی … هر مایه‌ای که داشته‌اند به خاطر برخورداری از «لذات عمر» در خدمت ستمگر نهادند».

### کتاب (منسوب) عوامل سقوط
با این حال دشتی پس از انقلاب ۱۳۵۷ و در زندان، کتابی نوشت به نام عوامل سقوط و در آن از پادشاهی پهلوی انتقاد کرد.

### داستان کوتاه
- فتنه (۱۳۲۲)[۳۹]
- جادو (۱۳۳۰)
- هندو (۱۳۳۳)[۳۹]

### پژوهش‌ها و نقد ادبی
- سایه
- ایام محبس (۱۳۰۱)
- نقشی از حافظ (۱۳۳۶)
- سیری در دیوان شمس (۱۳۳۷)
- خاقانی، شاعری دیرآشنا (۱۳۴۰)
- دَمی با خیام (۱۳۴۴)
- در مدح قمر تاج (۱۳۴۵)
- کاخ ابداع (منتشرشده در مجلهٔ یغما - ۱۳۵۱ /  بعد از انتشار در مجله یغما به شکل کتاب نیز به چاپ رسیده است)
- نگاهی به صائب (مجموعه‌ای از دوازده مقاله - ۱۳۵۳)
- قلمرو سعدی (۱۳۳۸)
- تصویری از ناصرخسرو (۱۳۶۲)

### نقد دین
- ۲۳ سال (که قبل از سال ۱۳۵۳ احتمالاً در بیروت به چاپ رسید و بعدها بارها به صورت زیرزمینی تجدید چاپ شد و بینشی انتقادی بر زندگی پایه‌گذار اسلام است)
- تخت پولاد که در سال ۱۳۵۴، بدون ذکر نام نویسنده، چاپ شد و در برگیرنده بحثی است بین یک مجتهد و یک دانشجو.
- جبر یا اختیار (۱۳۵۰)
- ابلیس در کسوت عرفان (در روزنامه اطلاعات، شماره‌های ۱۸ تا ۳۱، اردی‌بهشت ۱۳۵۳)
- در دیار صوفیان (چاپ چهارم ۱۳۶۳) مقالاتی پیرامون صوفی و صوفی‌گری
- عقلا برخلاف عقل (۱۳۵۴)

### ترجمه
- اعتماد بنفس (کتاب) اثر ساموئل اسمایلز
- نوامیس روحیه تطور ملل اثر گوستاو لوبون
- تفوّق انگلوساکسون مربوط به چیست؟ اثر ادمون دومولن